# Villedaigne
Villedaigne  es una localidad  y comuna francesa, situada en el departamento del Aude en la región administrativa de Languedoc-Rosellón, atravesada por su parte este por el río Orbieu.

## Demografía
| 371 | 407 | 410 | 423 | 467 | 463 |
| Para los censos de 1962 a 1999 la población legal corresponde a la población sin duplicidades (Fuente: INSEE [Consultar]) |     |     |     |     |     |